# Osmar Miguelucci
Osmar Abel Miguelucci (Necochea, Argentina, 15 de noviembre de 1941) es un exfutbolista argentino, que jugó como portero y militó en diversos clubes de Argentina, Chile, Colombia, Estados Unidos, Perú y Uruguay. Formó parte de la Selección Argentina, que participó en los Juegos Panamericanos de São Paulo 1963, donde su seleccionado obtuvo la medalla de plata.             

## Carrera
Nacido en Necochea, Miguelucci se crio en Mar del Plata y comenzó a jugar al fútbol con San Lorenzo de Mar del Plata. Hizo su debut en la Primera División de Argentina, jugando precisamente en ese club, para luego unirse a las filas de Argentinos Juniors, donde jugaría desde 1961 hasta 1966.
En 1967 fue el arquero del desaparecido equipo norteamericano de New York Skyliners.
En 1971, Miguelucci fue expulsado después de una notable serie de eventos en un partido de la Primera B Metropolitana entre Temperley y su club, Almirante Brown, ya que en el minuto 13, Temperley obtuvo un penal a su favor, luego de que Miguelucci cometió una falta a Horacio Corbalán en el área. 
Miguelucci salvó el primer intento de penalización de Corbalán, pero el árbitro ordenó otro intento porque el portero dejó su línea antes de tiempo. Nicolás Bieledinovich tomó el segundo intento que Miguelucci salvó, pero dejó su línea temprano otra vez y recibió una tarjeta amarilla. El árbitro pidió un tercer intento, y Miguelucci abandonó su línea una vez más temprano, lo que provocó que el árbitro emitiera una segunda amarilla y lo expulsara del partido. Un jugador de campo, Ricardo Tello, asumió sus funciones de portero y salvó el cuarto intento de penalización.
En 1977, Miguelucci también participó en una notable batalla de descenso con Platense. El club ganó el playoff de descenso ante Lanús, donde el partido terminó 0-0 y Platense ganó 8-7 en penales, con Miguelucci salvando cuatro penales. Eso si, Miguelucci terminó su carrera como futbolista profesional, jugando ese año precisamente por el equipo calamar.

## Clubes
| Club                         | País           | Año       |
| ---------------------------- | -------------- | --------- |
| San Lorenzo de Mar del Plata | Argentina      | 1959-1960 |
| Argentinos Juniors           | Argentina      | 1961-1966 |
| Cerro                        | Uruguay        | 1967      |
| New York Skyliners           | Estados Unidos | 1967      |
| Colón de Santa Fe            | Argentina      | 1968-1970 |
| Junior                       | Colombia       | 1970      |
| Almirante Brown              | Argentina      | 1971      |
| San Martín de Tucumán        | Argentina      | 1972      |
| Sport Boys                   | Perú           | 1973      |
| Deportes Concepción          | Chile          | 1973-1974 |
| Deportivo Cali               | Colombia       | 1974      |
| Atlético Bucaramanga         | Colombia       | 1975      |
| Quilmes                      | Argentina      | 1976      |
| Platense                     | Argentina      | 1977      |